# Saint Sébastien (Le Pérugin, Stockholm)
Pour les articles homonymes, voir Saint Sébastien (homonymie).
Saint Sébastien   (en italien : San Sebastiano) est une peinture religieuse,  du Pérugin, datant de 1490 environ, et conservée au Nationalmuseum de Stockholm.

## Histoire
Le tableau signé « Petrus Perusinus pinxit » constitue un des premiers exemplaires de Saint Sébastien peint par le Pérugin, apparu pour la première fois dans la fresque Saint Sébastien entre les saints Roch et Pierre à Cerqueto, près de Pérouse. L'œuvre se trouve au musée suédois depuis 1928.

## Thème
Le thème représenté est, selon l'iconographie chrétienne, le martyre de saint Sébastien, un saint romain, qui aurait été tué lors des persécutions de Dioclétien au début du IVe siècle. Il est souvent représenté dans les arts, attaché à un poteau ou à une colonne, le corps transpercé de flèches. Ce thème a été souvent traité par Le Pérugin et son entourage ainsi que par de nombreux peintres.

## Description
Le saint est représenté en éphèbe au premier plan, la tête renversée, les yeux au ciel, vêtu uniquement d'un périzonium, les mains en l'air, liées aux branches coupées ; il a reçu une flèche, faiblement perceptible sur son flanc gauche. 
La scène se situe en plein air, dans un délicat paysage où sont minutieusement décrites diverses espèces végétales parmi lesquelles au premier plan un lys blanc symbole de pureté.
Le saint dont la morphologie ressemble à celle de Cerqueto est représenté dans la variante des bras en l'air liées aux branches du tronc d'un arbre, les jambes légèrement croisées créant un effet suggestif de profondeur spatiale.  La flèche presque cachée sur son flanc gauche est le seul élément faisant référence au martyre, tandis que l'expression du saint exclut tout témoignage de souffrance, en faveur d'une attitude légèrement mélancolique.
En arrière-plan, le paysage (typique du style du Pérugin) s'étale avec une série de monts et collines pointillées d'arbrisseaux qui se dégrade dans le lointain selon les règles de la perspective atmosphérique.

## Analyse
Le Pérugin a recours avec assurance à ce schéma de puissant équilibre, par une composition fortement symétrique, selon un schéma bien rodé par l'artiste, apparu pour la première fois dans la fresque Saint Sébastien entre les saints Roch et Pierre à Cerqueto, près de Pérouse. 
Ce Saint Sébastien, contrairement à la version du Louvre inspirée par le physique classique des statues antiques comme le Doryphore de Polyclète, est ici représenté en jeune éphèbe. Le dessin est clair et bien défini, les lignes liantes, la composition sereine et plaisante. Le modelé du corps est rendu avec un grand réalisme et une fidélité anatomique issues de l'étude du naturel.

## Sources
- (it) Cet article est partiellement ou en totalité issu de l’article de Wikipédia en italien intitulé « San Sebastiano (Perugino Stoccolma) » (voir la liste des auteurs).